# Brian Greene

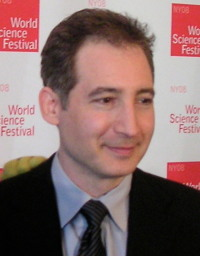
Brian Greene auf dem World Science Festival 2008

Brian Randolph Greene (* 9. Februar 1963 in New York City) ist ein US-amerikanischer Mathematiker und theoretischer Physiker, der auf dem Gebiet der Stringtheorie forscht.

## Leben
Greene besuchte die Stuyvesant High School in New York und studierte ab 1980 an der Harvard University. Er promovierte 1987 an der Oxford University mit einem Rhodes-Stipendium und der Arbeit Superstrings: Topology, Geometry and Phenomenology and Astrophysical Implications of Supersymmetric Models. Er war von 1990 bis 1996 Mitglied der Physik-Fakultät der Cornell University, wo er 1995 Professor wurde. Von 1993 bis 1995 war er Sloan Research Fellow. Seit 1996 ist er Professor für Physik und Mathematik an der Columbia University in New York. In Columbia ist Greene Vizedirektor des Universitätsinstituts für Strings, Kosmologie, und Astroteilchenphysik (ISCAP).
Greene ist mit Tracy Day verheiratet.
Brian Greene ist einer der Begründer der Spiegelsymmetrie.
Mit David R. Morrison, Paul Aspinwall und Andrew Strominger zeigte er, dass sich die Topologie von Calabi-Yau-Mannigfaltigkeiten (welche in der Stringtheorie auftreten) am Conifold-Punkt (ein singulärer Punkt im Moduliraum) ändern kann.
Einer breiten Öffentlichkeit wurde er durch seine Bücher Das elegante Universum und Der Stoff, aus dem der Kosmos ist bekannt.
In der US-amerikanischen Sitcom The Big Bang Theory hat er in der zwanzigsten Folge der vierten Staffel einen Gastauftritt. Er spielt dort sich selbst bei einer Präsentation seines Buchs The Hidden Reality.

## Werke (Auswahl)

### Populärwissenschaftlich
- Brian Greene: Das elegante Universum: Superstrings, verborgene Dimensionen und die Suche nach der Weltformel, Siedler, München 2000 (geb.), ISBN 3-88680-699-5; Goldmann, München 2005 (Taschenbuch), ISBN 978-3-442-15374-9
- Brian Greene: Der Stoff, aus dem der Kosmos ist: Raum, Zeit und die Beschaffenheit der Wirklichkeit, Siedler, München 2004 (geb.); Pantheon, München 2006 (Paperback); Goldmann, München 2008 (Taschenbuch). ISBN 3-442-15487-1.
- Brian Greene: Ikarus am Abgrund der Zeit, Fischer (S.), Frankfurt 2010 (geb.), ISBN 978-3-10-025306-4
- Brian Greene: Die verborgene Wirklichkeit: Paralleluniversen und die Gesetze des Kosmos, Siedler 2012, ISBN 978-3-8275-0001-4
- Brian Greene: Bis zum Ende der Zeit: Die Geschichte des Kosmos, Siedler 2020, ISBN 978-3-8275-0135-6

### Fachartikel
- Brian R. Greene: D-Brane Topology Changing Transitions. Nucl. Phys. B 525, 1998, 284-296.
- Michael R. Douglas, Brian R. Greene, David R. Morrison: Orbifold Resolution by D-Branes. Nucl.Phys. B 506, 1997, 84-106.
- Brian R. Greene, David R. Morrison, Andrew Strominger: Black Hole Condensation and the Unification of String Vacua. Nucl.Phys. B 451, 1995, 109-120.
- P.S. Aspinwall, B.R. Greene, D.R. Morrison: Calabi-Yau Moduli Space, Mirror Manifolds and Spacetime Topology Change in String Theory. Nucl.Phys. B 416, 1994, 414-480.
- B. R. Greene, M. R. Plesser: Duality in Calabi-Yau Moduli Space. In: Nuclear Physics B. Band 338, Nr. 1, 1990, S. 15–37, doi:10.1016/0550-3213(90)90622-K.
- Mit Paul Aspinwall, David R. Morrison: Spacetime topology change: the physics of Calabi-Yau Moduli Space, in Strings 93, World Scientific 1995, Arxiv